# Coppa Sabatini 1979
La Coppa Sabatini 1979, ventisettesima edizione della corsa, si svolse il 7 luglio 1979 su un percorso di 198 km. La vittoria fu appannaggio dell'italiano Leonardo Mazzantini, che completò il percorso in 4h54'00", precedendo i connazionali Graziano Salvietti e Carmelo Barone.

## Ordine d'arrivo (Top 10)
| Pos. | Corridore           | Squadra       | Tempo    |
| ---- | ------------------- | ------------- | -------- |
| 1    | Leonardo Mazzantini | Zonca-Santini | 4h54'00" |
| 2    | Graziano Salvietti  | Zonca-Santini | a 0'28"  |
| 3    | Carmelo Barone      | Gis           | a 0'39"  |
| 4    | Giancarlo Casiraghi | Sapa          | a 2'05"  |
| 5    | Stefano D'Arcangelo | Sapa          | s.t.     |
| 6    | Flavio Miozzo       | Gis           | a 3'24"  |
| 7    | Claudio Torelli     | Zonca-Santini | a 3'50"  |
| 8    | Silvano Cervato     | Gis           | s.t.     |
| 9    | Antonio D'Alonzo    | Gis           | s.t.     |
| 10   | Cesare Cipollini    | San Giacomo   | a 6'05"  |